# 원 나이트 온리 (밴드)
원 나이트 온리(One Night Only)는 잉글랜드의 록 밴드이다.

## 디스코그래피
- Started a Fire (2008)
- One Night Only (2010)